# Seven Seas of Rhye
"Seven Seas of Rhye" je treći singl britanskog rock sastava Queen koji je objavljen 23. veljače 1974. godine koji je napisao i skladao pjevač Freddie Mercury. Na "B" strani nalazi se Mayova "See What a Fool I've Been". Prvi dio pjesme u kraćoj instrumentalnoj verziji objavljen je na njihovom debitantskom albumu Queen iz 1973. godine, jer je za vrijeme snimanja albuma bila dovršena tek napola, dok je u cijelosti objavljena na albumu Queen II iz 1974.
 Pjesma je prvi hit-singl sastava koji je nakon njihovog nastupa na Top Of The Pops programu gdje su ga promovirali ušao na top 10 britanske top ljestvice singlova. Najpoznatija pjesma Freddija Mercuryja koja je smještena u svijet fantazije "Rhye" i govori o "glasniku Bogova" što je sam autor u prenesenom smislu. Pjesma je znamenita po svom čuvenom klavirskom uvodu i postala je najpoznatiji Queenov rockerski broj kojim dominira klavirski zvuk. Bila je izraziti koncertni favorit tijekom cijele karijere sastava i vraćena je u repertoar na zadnje dvije turneje Queena tijekom osamdesetih.
 Skladba se nalazi na kompilaciji Greatest Hits iz 1981. godine gdje se pojavljuje kao najstarija pjesma uvrštena na tu kompilaciju, a 1997. godine je objavljena na kompilaciji Queen Rocks. Verzija pjesme uživo se može naći na koncertnim albumima Live Magic i dvostrukom Live at Wembley '86.
Talijanski power metal sastav Domine u njihovoj pjesmi "For Evermore" pjeva o "kralju svijeta Rhye" i ta skladba je njihova posveta Freddie Mercuryju. 

## Vanjske poveznice
- Tekst pjesme "Seven Seas of Rhye"  Arhivirana inačica izvorne stranice od 23. prosinca 2010. (Wayback Machine)